# Coppa del Presidente degli Emirati Arabi Uniti 2015-2016
La Coppa del Presidente degli Emirati Arabi Uniti 2015-2016 è stata la trentasettesima edizione della competizione a cui partecipano le migliori 16 squadre degli Emirati Arabi Uniti.
A vincere la competizione è l'Al-Jazira Club che si aggiudica la sua terza edizione del trofeo nazionale dopo una emozionate finale vinta ai rigori  contro l'Al Ain
La squadra che si aggiudica il trofeo ha la possibilità di partecipare alla fase a gironi della AFC Champions League 2017.

## Fase Finale

### Ottavi di finale
| Squadra 1         | Risultato   | Squadra 2     |
| ----------------- | ----------- | ------------- |
| Al-Wahda          | 3 - 4 (dts) | Al-Wasl       |
| Emirates          | 5 - 3 (dts) | Fujairah      |
| Shabab Al-Ahli    | 4 - 0 (dts) | Ajman         |
| Dibba Al-Fujairah | 1 - 4 (dts) | Al-Shaab      |
| Al-Shabab         | 1 - 2 (dts) | Baniyas       |
| Al-Ain            | 4 - 0       | Ittihad Kalba |
| Sharjah           | 5 - 4       | Al-Nasr       |
| Al Dhafra         | 0 - 1       | Al-Jazira     |

### Quarti di finale
| Squadra 1 | Risultato       | Squadra 2      |
| --------- | --------------- | -------------- |
| Al-Ain    | 4 - 2 (dts)     | Al-Wasl        |
| Al-Jazira | 4 - 4 (6-5 dcr) | Sharjah        |
| Al-Shaab  | 1 - 3           | Shabab Al-Ahli |
| Emirates  | 1 - 1(3-4 dcr)  | Baniyas        |

### Semi-Finale
| Squadra 1      | Risultato | Squadra 2 |
| -------------- | --------- | --------- |
| Shabab Al-Ahli | 2-3       | Al-Jazira |
| Al-Ain         | 3-2 (dts) | Baniyas   |

| Dubai 20 maggio 2016, ore 14.10                                                  | Al-Ahli Dubai | 2 – 3 referto              | Al-Jazira | Al-Rashid Stadium |
| \| \| \| \| \| Moussa Sow 28’, 87’ \| Marcatori \| 15’, 36’, 55’ Ali Mabkhout \| |               |                            |           |                   |
|                                                                                  |               |                            |           |                   |
| Moussa Sow 28’, 87’                                                              | Marcatori     | 15’, 36’, 55’ Ali Mabkhout |           |                   |

| Al Ain 21 maggio 2016, ore 14.10                                                                                               | Al-Ain    | 3 – 2 referto                           | Baniyas | Sheikh Khalifa International Stadium |
| \| \| \| \| \| Omar Abdulrahman 66’ Asprilla 85’ Lee Myung-Joo 111’ \| Marcatori \| 89’ Ishak Belfodil 91’ Amer Abdulrahman \| |           |                                         |         |                                      |
| |           |                                         |         |                                      |
| Omar Abdulrahman 66’ Asprilla 85’ Lee Myung-Joo 111’                                                                           | Marcatori | 89’ Ishak Belfodil 91’ Amer Abdulrahman |         |                                      |

## Finale
| Abu Dhabi 29 maggio 2016, ore 16.15 | Al-Jazira            | 1 – 1 referto                                                                                   | Al-Ain | Stadio Sheikh Zayed |
| \| \| \| \| \| Ali Mabkhout 43’ (rig.) \| Marcatori \| 64’ Dyanfres Douglas \| \| Ali Mabkhout Fares Jumaa Khalfan Mubarak Park Jong-Woo Thiago Neves Abdulla Mousa Mohammed Jamal \| Tiri di rigore 6 – 5 \| Dyanfres Douglas Omar Abdulrahman Asprilla Rashed Eisa Ismail Ahmed Lee Myung-Joo Mohanad Salem \| |                      |                                                                                                 |        |                     |
| |                      |                                                                                                 |        |                     |
| Ali Mabkhout 43’ (rig.) | Marcatori            | 64’ Dyanfres Douglas                                                                            |        |                     |
| Ali Mabkhout Fares Jumaa Khalfan Mubarak Park Jong-Woo Thiago Neves Abdulla Mousa Mohammed Jamal | Tiri di rigore 6 – 5 | Dyanfres Douglas Omar Abdulrahman Asprilla Rashed Eisa Ismail Ahmed Lee Myung-Joo Mohanad Salem |        |                     |